# La cámara del terror
La cámara del terror (título original en inglés Fear Chamber) es una película de terror y ciencia ficción mexicana de 1968 dirigida por Juan Ibáñez y protagonizada por Boris Karloff y Julissa.

## Argumento
Científicos descubren una roca viva debajo de un volcán. La roca se alimenta de la adrenalina de mujeres jóvenes asustadas, por lo que los científicos construyen una cámara y secuestran a jóvenes para alimentar a la criatura.

## Reparto
- Boris Karloff como Dr. Karl Mantell.
- Julissa como Corinne Mantell.
- Isela Vega como Helga.
- Yerye Beirute como Roland.
- Carlos East como Mark.
- Sandra Chávez como Luisa Martínez.
- Eva Muller como Bailarina.
- Rafael Muñoz Aldrete como Enano (como Santanón).
- Pamela Parmeli como Motorista rubia (como Pamela).
- Fuensanta Zertuche como Sally Ransome (como Fuensanta).
- Alfredo Rosas como Syed (como Rosas).
- Carolina Cortázar como Clienta (no acreditada).

## Producción
La cámara del terror es una de las cuatro películas de terror mexicanas de bajo presupuesto que Karloff hizo en un paquete con el productor mexicano Luis Enrique Vergara. Las otras son La muerte viviente, Invasión siniestra y Serenata macabra. Las escenas de Karloff para las cuatro películas fueron dirigidas por Jack Hill en Los Ángeles en la primavera de 1968. Las películas se completaron en México.